# Thomas Götzl
Thomas Götzl (* 31. August 1990 in Lauf an der Pegnitz) ist ein deutscher Fußballspieler finnischer Abstammung, der als beidfüßiger Defensivspieler sowohl in der Innen- als auch in der Außenverteidigung eingesetzt werden kann.

## Karriere

### Jugendzeit in Bayern
Götzl, dessen Vater Deutscher ist und dessen Mutter aus Finnland stammt, wurde im mittelfränkischen Lauf an der Pegnitz geboren, wuchs zunächst aber in der Oberpfalz auf, wo er sich dem TSV aus Königstein als seinem ersten Fußballverein anschloss. Später wechselte er in die Jugendmannschaften des mittelfränkischen 1. FC Nürnberg und von diesem aus zur Jugend der benachbarten SpVgg Greuther Fürth. Dabei zog Götzl durch gute Leistungen in den Jugendwettbewerben auch die Aufmerksamkeit des finnischen Fußballverbandes auf sich, der ihn erstmals am 31. Juli 2006 in der finnischen U-17-Auswahl einsetzte. Darauf folgten acht weitere Einsätze für die U-17, von denen sein insgesamt neunter Einsatz am 31. März 2007 zugleich sein letztes Spiel in dieser Altersklasse darstellte.
Im Sommer 2007 wechselte Götzl von Fürth zurück in die Oberpfalz, indem er sich der A-Jugend des SSV Jahn Regensburg anschloss, die in der Saison 2007/08 als Aufsteiger in der A-Junioren-Bundesliga spielte. Mit insgesamt 17 absolvierten Einsätzen trug Götzl daraufhin zum Klassenerhalt der Regensburger als Elfter der Abschlusstabelle bei und konnte sich dadurch auch für die finnische U-18-Auswahl empfehlen, für die er vom 5. Januar bis zum 29. Mai 2008 insgesamt neun Spiele absolvierte.

### Wechsel an die Ostsee
Götzl wechselte im Sommer 2008 zum neuen Zweitligisten F.C. Hansa Rostock. Gleichzeitig rückte er in die finnische U-19-Auswahl auf, für die er zwischen dem 19. August 2008 und dem 14. Mai 2009 insgesamt 13 Einsätze bestritt. Bei Hansa wurde Götzl zunächst der von Michael Hartmann trainierten A-Jugend zugeteilt und besuchte die als Eliteschule des Fußballs ausgezeichnete Heinrich-Schütz-Realschule. Während der Spielzeit 2008/09 der U-19-Bundesliga absolvierte Götzl daraufhin 23 Einsätze für Rostock, in welchen er insgesamt zwei Tore erzielte. Dabei hatte sich Götzl durch seine Leistungen aber auch für die Regionalliga-Mannschaft Rostocks im Herrenbereich empfohlen, an deren Trainingsbetrieb er schon ab Jahresbeginn 2009 teilnahm und für die er am 22. März 2009 sein Debüt in der viertklassigen Regionalliga Nord bestritt. Bis zum Ende der Regionalliga-Spielzeit 2008/09 kam Götzl so zu insgesamt vier Einsätzen für die von Axel Rietentiet betreute Mannschaft.
In der Spielzeit 2009/10 rückte Götzl auch altersgemäß in den Herrenbereich Rostocks auf, wo er zwar weiterhin für die Reservemannschaft in der Regionalliga vorgesehen war, jedoch auch am Training der Lizenzmannschaft unter Andreas Zachhuber teilnehmen sollte. Aufgrund des Umbaus der Lizenzmannschaft kam Götzl jedoch zu 19 torlosen Einsätzen in der Regionalligamannschaft, die im Sommer 2010 den anvisierten Klassenerhalt zwar sportlich erreichte, aufgrund des gleichzeitigen Abstiegs der Lizenzmannschaft in die 3. Liga aber in die fünftklassige Oberliga Nordost zurückgezogen wurde.

### Rückkehr nach Bayern und Wechsel ins Ausland
Einen neuen Arbeitgeber fand Götzl in der SpVgg Weiden, so dass er nach zwei Jahren an der Ostsee im Sommer 2010 wieder in die Oberpfalz zurückkehrte. Für den Regionalligisten absolvierte Götzl daraufhin neun Einsätze während der Hinrunde der Spielzeit 2010/11 und bestritt am 17. November 2010 zudem sein Debüt für die finnische U-21-Auswahlgegen Luxemburg. Der Verein geriet jedoch in massive finanzielle Schwierigkeiten und musste den Spielbetrieb zum 1. Dezember 2010 komplett einstellen, wodurch alle Spiele mit Weidens Beteiligung nachträglich annulliert wurden. Der nun vereinslose Götzl spielte daraufhin für die Reservemannschaft des oberbayerischen SV Wacker Burghausen, bei dem er auch am Training der Drittliga-Mannschaft unter Mario Basler teilnahm, bevor er im April 2011 nach Finnland wechselte.
In Finnland schloss sich Götzl Rovaniemen Palloseura aus Lappland an, bei dem er einen Vertrag bis zum Ende der Saison 2011 unterzeichnete. Mit dem Aufsteiger spielt er daraufhin in der höchsten Liga des Landes, der Veikkausliiga, gegen den drohenden Wiederabstieg. Im August 2011 spielte Götzl leihweise ein Spiel für den FC Santa Claus in der Kakkonen, der dritthöchsten Spielklasse in Finnland, im Ligaspiel gegen Tornion Palloveikot. Mit Rovaniemen Palloseura wurde er am Ende der Saison Letzter und konnte den Abstieg als Stammspieler nicht verhindern. Er entschied sich gegen eine Vertragsverlängerung bis 31. Dezember 2015.

### Rückkehr nach Deutschland
Thomas Götzl unterschrieb im Februar 2012 beim bayrischen Bezirksoberligisten und damaligen Spitzenreiter FC Amberg einen Vertrag bis Mitte 2014. Er entschied sich für einen Wechsel aufgrund der guten sportlichen Perspektiven, jedoch auch aufgrund der berufliche Chancen in der Umgebung. Für den FCA erzielte er in der Rückrunde in zwölf Spielen fünf Tore und stieg mit ihm 2012 in die Bayernliga Nord auf. In der Winterpause 2013/14 wechselte er von Amberg zum Ligakonkurrenten DJK Ammerthal. Mit der DJK Ammerthal wurde der 12. Tabellenplatz erreicht, welcher den direkten Klassenerhalt bedeutet.
Aufgrund der beruflichen Veränderung wurde der Vertrag im Februar 2015 mit beidseitigen Einvernehmen aufgelöst. Seit 1. Juli 2015 spielt er für den bayrischen Landesligisten SV Sorghof in der Staffel Mitte.

## Sonstiges
Thomas Götzls ältere Schwester Liisa (* 1988) ist ebenfalls Fußballspielerin.